# Peak 2 Peak Gondola

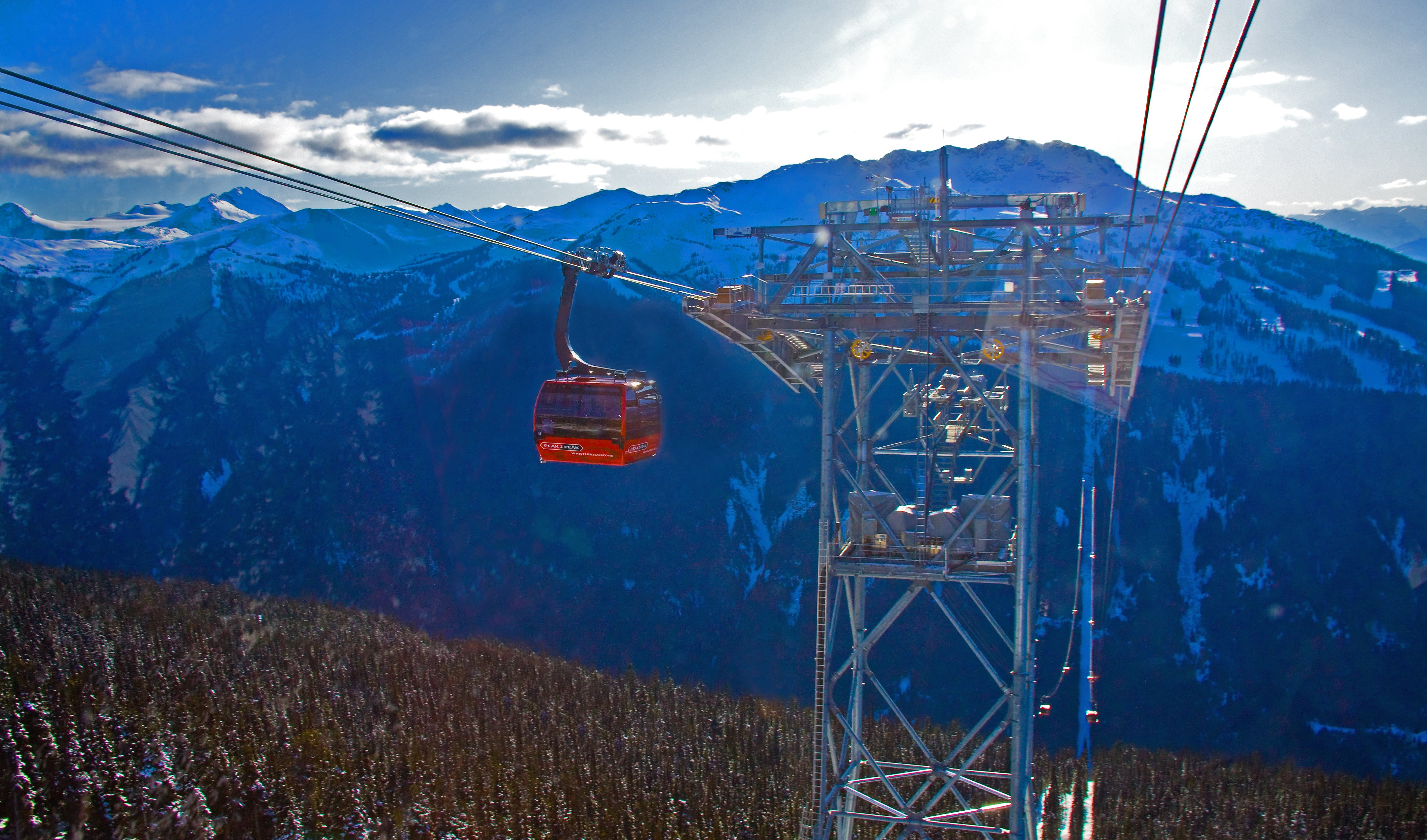
Peak 2 Peak Gondola

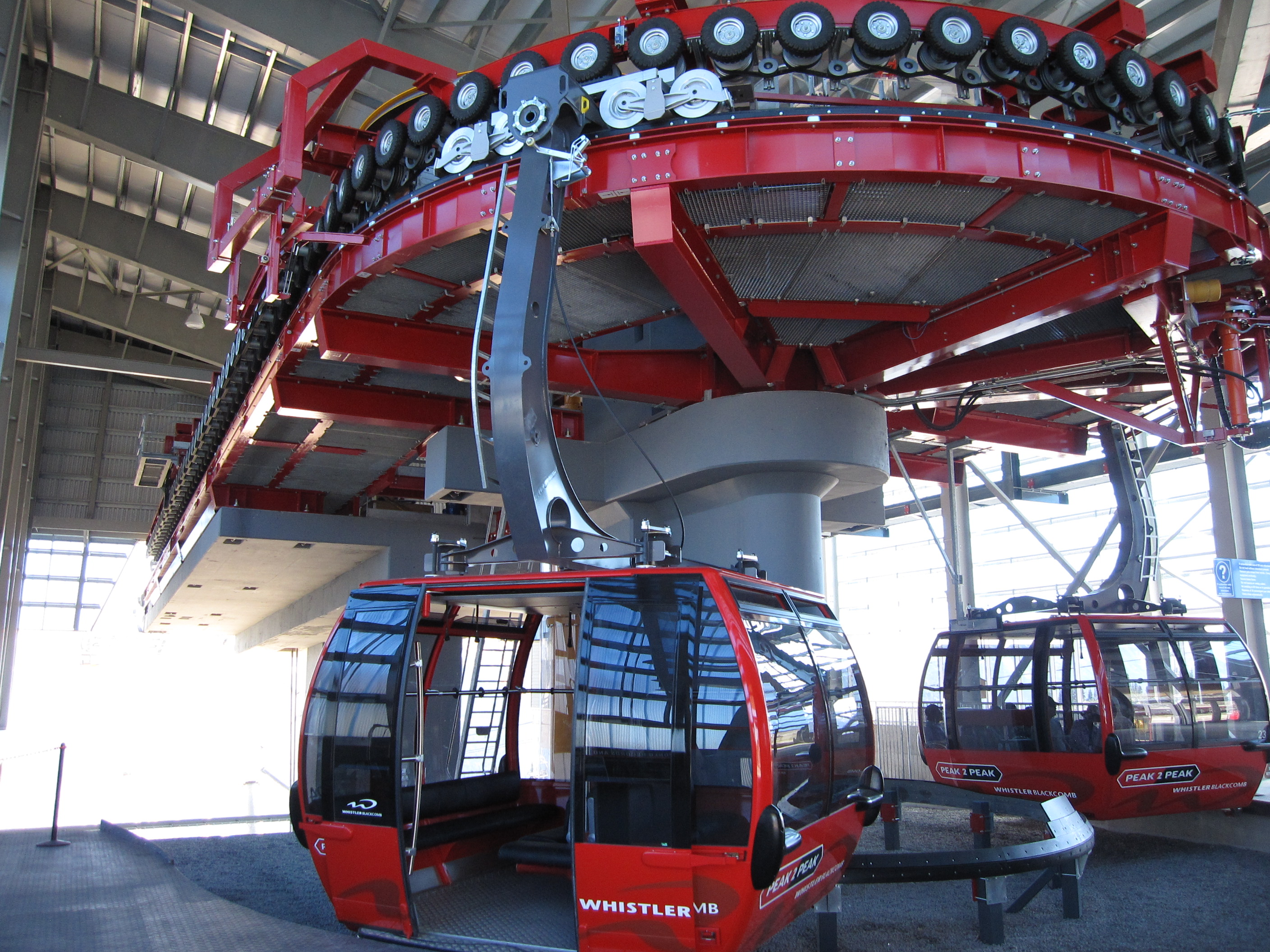
Innenansicht

Die Peak 2 Peak Gondola ist eine Luftseilbahn bei Whistler (British Columbia), Kanada, die die beiden Skigebiete am Whistler Mountain und am Blackcomb Peak miteinander über das steile und tief eingeschnittene Tal des Fitzsimmons Creek hinweg verbindet. Zwischen der „Talstation“ (auf 1870 m Höhe) am Plateau unterhalb des Gipfels des Whistler Mountain (2181 m) und der „Bergstation“ (1834 m Höhe) am Blackcomb Peak (2436 m) besteht nur ein Höhenunterschied von 36 m, aber eine Entfernung von 4,4 km (Luftlinie). Die beiden Stationen sind nach Angaben der Betreibergesellschaft die größten Seilbahnstationen der Welt. Auf jeder Seite gibt es zwei zwischen 35 und 65 m hohe Seilbahnstützen, dazwischen eine freie Spannweite von 3.024 m. Bis zum Bau der Zugspitze-Eibsee-Seilbahn war dies die weiteste freie Spannweite bei einer Seilbahn weltweit. Obwohl die Seile auf dieser Entfernung erheblich durchhängen, befinden sich die Gondeln am tiefsten Punkt der Fahrt über das Tal 436 m über dem Fitzsimmons Creek.

## Geschichte
Die Peak 2 Peak Gondola ist eine 3S-Bahn, die in den Jahren 2007 und 2008 von der Doppelmayr/Garaventa Group gebaut wurde. Die 28 kuppelbaren Gondeln für je 28 Personen (22 Sitzplätze, 6 Stehplätze) hängen an zwei fest installierten Tragseilen und werden durch ein gleichmäßig umlaufendes, endlos gespleißtes Zugseil mit einer Geschwindigkeit von bis zu 7,5 m/s (27 km/h) bewegt. In den Stationen werden sie vom Zugseil automatisch abgekuppelt und zum Aussteigen verlangsamt. Dann fahren sie an Schienen hängend um die Kurve zum Einsteigeplatz. Schließlich wird alle 49 Sekunden eine Gondel beschleunigt, wieder an das Zugseil angekuppelt und auf die beiden Tragseile der Gegenrichtung gefahren. Die Seilbahn erreicht damit eine Kapazität von 2.500 Personen pro Stunde und pro Richtung. Nachts werden die Gondeln an Abstellgleisen hängend in die Garagen der beiden Stationen gefahren. Die Gondeln sind rot gestrichen bis auf zwei silberne Gondeln, die einen Glasboden haben.
Die 4 Tragseile mit einem Durchmesser von 56 mm haben eine Länge von je 4.600 m (einschließlich der für die Verankerung und die Spanngewichte benötigten Länge) und ein Gewicht von je 90 t. Das Zugseil mit einem Durchmesser von 46 mm hat eine Länge von 8 850 m und wiegt 80 t. Die Seile wurden von der schweizerischen Firma Fatzer AG hergestellt und auf Kabeltrommeln aufgespult, die per Schiff nach Vancouver (Washington), von dort im Juni 2009 per Bahn nach Whistler und schließlich mit Spezialtransportern auf den Blackcomb Mountain gebracht wurden.
Die Peak to Peak Gondola ist für Windgeschwindigkeiten bis zu 80 km/h ausgelegt. Tests an anderen 3S-Bahnen wurden bei Windgeschwindigkeiten bis zu 120 km/h durchgeführt. Die Gondeln sind mit einem Radar-Warngerät (Obstacle Collision Avoidance System) ausgerüstet, das Flugzeuge vor der das Tal querenden Seilbahn warnt.